# Ma and Pa Kettle

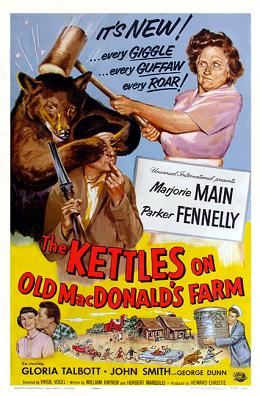
L'affiche du film The Kettles on Old MacDonald's Farm (1957)

Ma and Pa Kettle étaient les personnages principaux dans une série de comédies légères du cinéma américain dans les années 1940 et 1950. Ces films racontaient les mésaventures absurdes du clan Kettle, une grande et harmonieuse famille de campagnards.
Pa Franklin Kettle, joué par Percy Kilbride, était un homme paresseux et peu intelligent, mais toutefois de nature gentille. Son seul talent semblait être d'éviter le travail et de gagner des concours. Ma Phoebe Kettle, jouée par Marjorie Main, était de forte taille, tonitruante et plus ambitieuse et intelligente que Pa, mais pas de beaucoup, et il était facile de la duper. Elle se contentait de son rôle de mère d'une petite armée d'enfants sur la ferme familiale. (Plus tard dans la série, la famille déménage dans une maison moderne que Pa a gagnée.)
L'humour venait principalement des situations absurdes dans lesquelles les Kettle se retrouvaient, comme quand Pa fut confondu avec un riche industriel ou quand il fut emprisonné après avoir accidentellement provoqué une série d'événements qui ont conduit des chevaux à manger de la nourriture contaminée avec du ciment.
Les Kettle sont apparus la première fois dans des seconds rôles dans L'Œuf et moi (The Egg and I), un film de 1947 mettant en vedette Fred MacMurray et Claudette Colbert, d'après le roman de Betty MacDonald. Marjorie Main fut nommée pour l'Oscar de la meilleure actrice dans un second rôle, en 1948, pour ce film. Les Kettle sont ensuite devenus les personnages principaux d'une série de films.
Main et Kilbride ont aussi joué dans Feudin', Fussin' And A-Fightin', un film de 1948 qui mettait aussi en vedette Donald O'Connor et Joe Besser. Plusieurs ont pris ce film, à tort, comme étant un film sur les Kettle. Main jouait Maribel Matthews et Kilbride jouait Billy Caswell.
Kilbride prit sa retraite après avoir tourné Ma and Pa Kettle at Waikiki. Le personnage de Pa Kettle fut absent du film The Kettles in the Ozarks, où Arthur Hunnicutt jouait le rôle du frère de Pa, Sedgewick Kettle. Dans The Kettles on Old MacDonald's Farm, le dernier film sur les Kettle, Parker Fennelly jouait Pa Kettle.
Les huit films sur les Kettle avec Kilbride et Main ont été publiés sur DVD dans la série Franchise Collection de Universal. Le volume 1 présente The Egg And I, The Further Adventures of Ma and Pa Kettle, Ma and Pa Kettle Go to Town et Ma and Pa Kettle Back on the Farm. Le volume 2 présente quant à lui Ma and Pa Kettle at the Fair, Ma and Pa Kettle on Vacation, Ma and Pa Kettle at Home et Ma and Pa Kettle at Waikiki.
Les personnages de Ma et Pa Kettle sont aussi apparus dans la série télévisée The Egg And I sur le réseau CBS du 3 septembre 1951 au 1er août 1952. Chaque épisode durait quinze minutes. Ma Kettle était jouée par Doris Rich et Pa Kettle par Frank Twedell. Betty Lynn, mieux connue pour son rôle de Thelma Lou, la petite amie de Barney Fife dans The Andy Griffith Show, a joué le rôle de Betty dans certains épisodes, incluant Pa Turns Over A New Leaf, qui fut diffusé le 21 mai 1952.
Le film satirique Loose Shoes (1980), qui mettait en vedette Bill Murray, comportait un sketch intitulé A Visit With Ma and Pa où Ma Kettle était jouée par Ysabel MacCloskey et Pa Kettle par Walker Edmiston.

## Films
- L'Œuf et moi (The Egg and I) - 1947
- Ma and Pa Kettle - 1949
- Ma and Pa Kettle Go to Town - 1950
- Ma and Pa Kettle Back on the Farm - 1951
- Ma and Pa Kettle at the Fair - 1952
- Ma and Pa Kettle on Vacation - 1953
- Ma and Pa Kettle at Home - 1954
- Ma and Pa Kettle at Waikiki - 1955
- The Kettles in the Ozarks - 1956
- The Kettles on Old MacDonald's Farm - 1957

## Épisodes en détail

### 4:At the Fair
Quatrième de la série, Ma and Pa Kettle at the Fair est réalisé par Charles Barton en 1952

#### Synopsis
Ma et Pa cherchent à faire de l'argent pour envoyer Rosie faire des études. Ma tente un concours de cuisine, et Pa se lance dans les courses de chevaux.

#### Fiche technique
- Montage : Ted J. Kent
- Durée : 78 min
- Pays :  États-Unis
- Langue : anglais
- Couleur : Noir et Blanc
- Aspect Ratio : 1.37 : 1
- Son : Mono (Western Electric Recording)

#### Distribution
- Marjorie Main : Ma Kettle
- Percy Kilbride : Pa Kettle
- James Best : Marvin Johnson
- Lori Nelson : Rosie Kettle
- Esther Dale : Birdie Hicks
- Emory Parnell : Billy Reed

### 5:On Vacation
Cinquième de la série relative à Ma and Pa Kettle, Ma and Pa Kettle on Vacation est réalisé par Charles Lamont en 1953.

#### Synopsis
Les Kettle sont à Paris avec les Parker, parents de leur belle-fille. Pa cherche des cartes postales originales, et doit livrer un message à un espion qui est assassiné…

#### Fiche technique
- Durée : 79 min
- Pays :  États-Unis
- Langue : anglais
- Couleur : Noir et Blanc
- Aspect Ratio : 1.37 : 1
- Son : Mono (Western Electric Recording)
- Classification : États-Unis : Approved (certificat #15692)

#### Distribution
- Marjorie Main : Ma Kettle
- Percy Kilbride : Pa Kettle
- Ray Collins : Jonathan Parker
- Bodil Miller : Inez Kraft
- Sig Ruman : Cyrus Kraft
- Barbara Brown : Elizabeth Parker

Acteurs non crédités
- Harold Goodwin : Agent américain Harriman